# Logovardi
Logovardi (makedonska: Логоварди) är en ort i Nordmakedonien. Den ligger i kommunen Bitola, i den södra delen av landet, 110 kilometer söder om huvudstaden Skopje. Logovardi ligger 576 meter över havet och antalet invånare är 1 272.